# Easybank
Die easybank ist eine österreichische Handelsmarke der BAWAG. Bis zur Verschmelzung mit ihrer Muttergesellschaft im Dezember 2019 war die easybank AG eine eigenständige österreichische Tochtergesellschaft und Direktbank der BAWAG mit Sitz in Wien.
Die Bank wurde 1996 gegründet und ist im Jänner 1997 in den Markt eingetreten. Mit über 1,3 Millionen Kundenkonten war die easybank die größte Direktbank Österreichs. Sie bot eine Produktpalette von Girokonten und Sparprodukten über Kreditkarten, Verbraucher- und Wohnbaukredite bis hin zu Autoleasing und Anlageprodukten.
Im Jahr 2017 wurde die Bank mehrfach ausgezeichnet, darunter war der „Recommender Award“ des Finanzmarketingverbands Österreich (FMVÖ). Der Börsianer attestierte die easybank zur „Besten Direktbank Österreichs 2017“. Sie war laut der österreichischen Gesellschaft für Verbraucherstudien (ÖGVS) Nummer 3 der Direktbanken.
Die easybank übernahm im Herbst 2017 das Geschäftssegment Commercial Issuing (Herausgabe von Kredit- und Prepaidkarten) unter dem Namen PayLife in Österreich sowie den Issuing Support für österreichische Banken von SIX mit 1,7 Millionen Kreditkarten und 150 Mitarbeiter.
Seit Dezember 2018 bot die easybank unter der Marke „Qlick“ Online-Ratenkredite in Deutschland an. Hinter „Qlick“ steht die Südwestbank, die wie die easybank zu 100 % der BAWAG P.S.K. gehört.
Im März 2020 wurde die Bank gelöscht und in die Muttergesellschaft als Marke eingegliedert. Aus diesem Grund gilt seit 27. März 2020 der BIC-Code der BAWAG P.S.K., BAWAATWW. Die Bankleitzahl ist 14200.
Am 1. Dezember 2021 wurde die Marke Hello Bank und deren Geschäftsaktivitäten seitens BAWAG von der BNP Paribas übernommen. Die Kunden sowie Marke wurden bei der easybank eingegliedert.